# Conferenza delle Nazioni Unite sull'ambiente umano
La Conferenza delle Nazioni Unite sull'ambiente umano  è stata convocata da una risoluzione dell'Assemblea generale delle Nazioni Unite del 1968. La Conferenza ha luogo a Stoccolma nel 1972 e nasce dalla sempre maggior cooperazione tra gli stati per la necessità di proteggere l'ambiente in cui l'essere umano vive.

## La Conferenza
Alla Conferenza di Stoccolma, tenutasi tra il 5 e il 16 giugno 1972, parteciparono gran parte dei membri delle Nazioni Unite, ovvero 112 stati, nonché le agenzie specializzate ONU ed altre organizzazioni internazionali.
In linea con la volontà di proseguire nella cooperazione tra stati in tema di tutela ambientale, al termine della Conferenza viene approvata una dichiarazione di principi, dal valore giuridico non vincolante ma che rappresenta un punto di riferimento per gli accordi multilaterali successivi in materia. Tali dichiarazioni costituiscono delle linee guida cui gli stati si ispirano per la negoziazione degli accordi su scala multilaterale, codificando così il loro consenso.

## Il contenuto della Dichiarazione di principi
La dichiarazione di principi approvata a seguito della Conferenza sull'ambiente umano presenta una visione antropocentrica, che considera cioè la tutela dell'ambiente in quanto luogo in cui il genere umano vive, non come fine di per sé. Da questa dichiarazione emerge che l'uomo ha un diritto fondamentale alla libertà, all'eguaglianza cui corrisponde la responsabilità a preservare l'ambiente sia per le generazioni presenti che future. Ancora, emerge il contrasto tra la posizione dei Paesi sviluppati e quella dei Paesi in via di sviluppo, in particolare con riferimento alla priorità che i paesi in via di sviluppo danno alle tematiche di sviluppo rispetto a quelle ambientali.